# Le passeggiate al Campo di Marte
Le passeggiate al Campo di Marte è un film del 2005, diretto da Robert Guédiguian.
È stato presentato in concorso al Festival di Berlino 2005. Nel 2006, per la sua interpretazione del presidente, Michel Bouquet ha vinto il premio César come migliore attore.

## Riconoscimenti
- Premi César 2006
  - Miglior attore (Michel Bouquet)